# Emeterio
San Emeterio o San Medel (m. 3 de marzo de 298) fue un soldado romano decapitado por profesar el cristianismo. Es mártir de la Iglesia católica y, junto con san Celedonio, patrón de la ciudad de Santander y de su diócesis (Cantabria) y de Calahorra, en La Rioja, donde pudo haber muerto.
Emeterio y Celedonio, posiblemente hermanos, servían en esa ciudad riojana a finales del siglo III; pudo ser en la persecución de Diocleciano o en la de Valeriano cuando fueron encarcelados y puestos ante la alternativa de renunciar a su fe o abandonar la profesión militar.
Fueron encarcelados en un lugar llamado hoy Casa Santa, torturados y finalmente decapitados en el arenal del río Cidacos en las afueras de Calahorra, lugar donde más tarde se levantó la actual Catedral de Calahorra; de ahí su extraño emplazamiento extramuros de la ciudad. El relato afirma que las cabezas de los santos llegaron a la ciudad de Santander (Cantabria) a bordo de una barca de piedra y fueron custodiadas por una comunidad de monjes que allí vivía. Pero dejando la leyenda de lado, lo más probable es que las cabezas llegaran a Santander para ser protegidas de la invasión musulmana, una vez esta llegó a la zona del valle del Ebro. Ahora las cabezas reposan en la actual catedral construida sobre la antigua abadía de tiempos de Alfonso II (iglesia del Santísimo Cristo). El resto de los cuerpos se veneran en la Catedral de Calahorra y procesionan por las calles de esta ciudad todos los 3 de marzo, 15 de mayo y 31 de agosto.
Conocidos como los Santos Mártires, Emeterio y Celedonio son patronos de Calahorra (apareciendo en su escudo), Santander, la Diócesis de Santander y otros pueblos de Cantabria como San Pedro del Romeral, una de las tres villas pasiegas; festejándose el día 30 de agosto. También es patrón de Arborio, una pequeña localidad asturiana situada en el concejo de Pravia cuya fiesta se celebra a finales de agosto.